# Legizm
Legizm (legalizm) – chińska szkoła filozoficzna, wywodząca się z konfucjanizmu, ale przyjmująca odmienne spojrzenie na naturę ludzką. Celem legistów było umocnienie państwa, panującej dynastii oraz armii. Legiści głosili pragmatyczną zasadę przestrzegania wszystkich jasno napisanych i ogłoszonych publicznie praw wydanych przez prawowitego władcę, niezależnie od ich moralnego znaczenia. W obliczu prawa wszyscy powinni być równi. W celu ich egzekwowania postulowali wprowadzenie rygorystycznego systemu kar i nagród.

## Przedstawiciele szkoły
- Shen Dao (IV-III w. p.n.e.) – twierdził, że najważniejszym czynnikiem w polityce i sprawowaniu władzy jest shi (władza, autorytet).
- Shen Buhai (zm. w 337 p.n.e.) – nauczał, że najważniejszym czynnikiem w polityce i sprawowaniu władzy jest shu (metoda, sztuka prowadzenia spraw i postępowania z ludźmi).
- Shang Yang (Gongsun Yang) (zm. w 338 p.n.e.) – twierdził, że najważniejszym czynnikiem w polityce i sprawowaniu władzy jest fa (prawo, reguła).
- Han Feizi (zm. w 233 p.n.e.) – synteza legizmu, ostatni i największy teoretyk szkoły. Uważał, że shi, shu i fa są jednakowo niezbędne. Jest autorem Hanfeizi, pokaźnego dzieła składającego się z 55 rozdziałów.
- Li Si (ur. ok. 280 r. p.n.e. - zm. 208 r. p.n.e.) – najsłynniejszy praktyk legizmu, kanclerz w państwie Qin, a po podbiciu przez nie całych Chin kanclerz na dworze cesarskim.